# Hřbitov rodu Parishů
Hřbitov rodu Parishů nebo také rodinný hřbitov Parishů je pohřebiště původně anglického šlechtického rodu Parishů ze Senftenbergu, který vlastnil zámek Žamberk. Nachází se v jihovýchodní části zámeckého parku v Žamberku v okrese Ústí nad Orlicí. Má podobu lesního hřbitova, který je vymezen laťovým plotem. Byl založen po polovině 19. století. Faktem ovšem je, že podle matrik zemřelých byli příslušníci rodu ještě v roce 1915 pohřbíváni v zámecké kapli. Zcela určitě byl přímo na rodinném hřbitově pochován Oskar Parish v roce 1925. Samotný hřbitov je lesní mýtinou, který obklopují staré duby. Na hřbitově se nachází osm kamenných náhrobků, které jsou uspořádány přibližně do půlkruhu.  Nejstaršími pohřbenými jsou první majitelé zámku Žamberk z rodu Parishů – John Parish (1774–1858) a jeho manželka Catherine (1781–1857). Poslední pohřeb se konal v roce 2020. Uprostřed hřbitova se tyčí železný kříž v pískovcové podstavě. Hřbitov je veřejnosti přístupný a je památkově chráněný.

## Seznam pohřbených
Na hřbitově bylo pohřbeno několik generací Parishů. Tradice byla přerušena v období komunistické totality. Charles Parish a jeho žena Elisabeth, roz. z Oppersdorffu byli pohřbeni v Grimsby v Kanadě.

### Chronologicky podle data úmrtí
V tabulce jsou uvedeny základní informace o pohřbených. Fialově jsou vyznačeni příslušníci rodu Parishů, žlutě jsou vyznačeny manželky, pokud zde byly pohřbeny. Červeně jsou zvýrazněni majitelé statku Žamberk. Parishové údajně přišli do Anglie s Vilémem Dobyvatelem v roce 1066. Za prapředka rodu je považován Robert de Paris. Od něho jsou počítány generace. U manželek je generace v závorce a týká se generace manžela. Děti jsou vypsány v poznámce u matky, avšak pokud byla matka pohřbena jinde, jsou děti uvedeny v poznámce u otce.
| Po-řadí | Gene-race | Jméno pohřbeného            | Datum a místo narození                                               | Otec                                                                             | Datum a místo sňatku, choť                                                                              | Pohřeb a uložení do hrobky | Poznámky |
| Po-řadí | Gene-race | Jméno pohřbeného            | Datum a místo úmrtí                                                  | Matka                                                                            | Datum a místo sňatku, choť                                                                              | Pohřeb a uložení do hrobky | Poznámky |
| ------- | --------- | --------------------------- | -------------------------------------------------------------------- | -------------------------------------------------------------------------------- | --- | --- | --- |
| 1.      | (28.)     | Catherine (Kateřina) Birney | 1781                                                                 |                                                                                  | 27. 8. 1814 Londýn: John Parish (č. 2)                                                                  | Pohřbena 18. 8. 1857 v zámecké kryptě. | Bezdětná. Zemřela ve věku 76 let na marasmus. |
| 1.      | (28.)     | Catherine (Kateřina) Birney | 14. 8. 1857 Žamberk                                                  |                                                                                  | 27. 8. 1814 Londýn: John Parish (č. 2)                                                                  | Pohřbena 18. 8. 1857 v zámecké kryptě. | Bezdětná. Zemřela ve věku 76 let na marasmus. |
| 2.      | 28.       | John (Jan Křtitel) Parish   | 23. 2. 1774 Hamburk                                                  | John Parish 16. 3. 1742 North Leith, Skotsko – 4. 2. 1829 Bath, Anglie           | 27. 8. 1814 Londýn: Catherine Birney (č. 1)                                                             | Pohřben 7. 9. 1858 v zámecké hrobce. | V roce 1816 povýšen do rakouského rytířského stavu, v roce 1817 do panského stavu s přídomkem von Senftenberg. Rytíř královského švédského Řádu polární hvězdy. Majitel panství Žamberk (1815–1858). Zemřel jako 84letý na sešlost věkem. |
| 2.      | 28.       | John (Jan Křtitel) Parish   | 2. 9. 1858 Žamberk                                                   | Henriette Tod 1745–1810                                                          | 27. 8. 1814 Londýn: Catherine Birney (č. 1)                                                             | Pohřben 7. 9. 1858 v zámecké hrobce. | V roce 1816 povýšen do rakouského rytířského stavu, v roce 1817 do panského stavu s přídomkem von Senftenberg. Rytíř královského švédského Řádu polární hvězdy. Majitel panství Žamberk (1815–1858). Zemřel jako 84letý na sešlost věkem. |
| 3.      | 29.       | George (Jiří) Parish        | 18. 3. 1807 Hamburk                                                  | Richard Parish 17. 6. 1776 Hamburk – 2. 4. 1860 Hamburk                          | 27. 12. 1880 Praha: Mary Sargent (č. 5)                                                                 | Pohřben 21. 4. 1881 v zámecké hrobce. | Majitel statků Žamberk (1858–1881), Brandýs nad Orlicí (1869–1881) a Žampach (1869–1870). Zemřel ve věku 74 let. |
| 3.      | 29.       | George (Jiří) Parish        | 13. 4. 1881 Benátky                                                  | Susanne (Susette) Godeffroy 8. 9. 1785 Bahrenfeld – 1. 2. 1855 Nienstedten       | 27. 12. 1880 Praha: Mary Sargent (č. 5)                                                                 | Pohřben 21. 4. 1881 v zámecké hrobce. | Majitel statků Žamberk (1858–1881), Brandýs nad Orlicí (1869–1881) a Žampach (1869–1870). Zemřel ve věku 74 let. |
| 4.      | 30.       | Richard Francis Parish      | 21. 1. 1870 Würzburg                                                 | Edmund Parish 20. 1. 1829 Hamburk – 22. 1. 1902 Gottingen                        | | Pohřben 30. 7. 1903 v zámecké kapli. | Zemřel v léčebném ústavu ve věku 33 let na rychlé souchotiny. |
| 4.      | 30.       | Richard Francis Parish      | 24. 7. 1903 Falkenstein                                              | Helena Anna Louisa z Adelebsenu 1. 9. 1837 Adelebsen – 24. 12. 1907 San Remo     | | Pohřben 30. 7. 1903 v zámecké kapli. | Zemřel v léčebném ústavu ve věku 33 let na rychlé souchotiny. |
| 5.      | (29.)     | Mary Sargent                | 23. 1. 1831 Filadelfie, USA                                          | George Washington Sargent                                                        | Dunkan                                                                                                  | Pohřbena 31. 10. 1912 v zámecké hrobce. | Vnučka Winthropa Sargenta (1753–1820), 1. guvernéra teritoria Mississippi. Bezdětná. Zemřela v hotelu ve věku 81 let na vysílení po zlomenině krčku. |
| 5.      | (29.)     | Mary Sargent                | 20. 10. 1912 Londýn                                                  | Mary Percy                                                                       | 27. 12. 1880 Praha: George Parish (č. 3)                                                                | Pohřbena 31. 10. 1912 v zámecké hrobce. | Vnučka Winthropa Sargenta (1753–1820), 1. guvernéra teritoria Mississippi. Bezdětná. Zemřela v hotelu ve věku 81 let na vysílení po zlomenině krčku. |
| 6.      | 31.       | George (Jiří) Parish        | 23. 2. 1896 Ober-Mais                                                | Oskar Parish (č. 8)                                                              | | Pohřben 22. 7. 1915 v hrobce zámecké kaple v Žamberku. | C. k.praporčík dragounského pluku č. 6. Padl ve věku 19 let za 1. světové války na bojišti v Bukovině. |
| 6.      | 31.       | George (Jiří) Parish        | 25. 6. 1915 Dobronoutz, (Dobronăuți)                                 | Adelheid Wiederspergerová z Wiederspergu 3. 9. 1872 Medlešice – 7. 9. 1963 Vídeň | | Pohřben 22. 7. 1915 v hrobce zámecké kaple v Žamberku. | C. k.praporčík dragounského pluku č. 6. Padl ve věku 19 let za 1. světové války na bojišti v Bukovině. |
| 7.      | 31.       | Marie Helena Parishová      | 14. 7. 1892 Brandýs nad Orlicí                                       | Oskar Parish (č. 8)                                                              | | Pohřbena 19. 11. 1915 v hrobce v zámecké kapli v Žamberku. | Zemřela ve věku 23 let na žaludeční vředy. |
| 7.      | 31.       | Marie Helena Parishová      | 13. 11. 1915 Vídeň                                                   | Adelheid Wiederspergerová z Wiederspergu 3. 9. 1872 Medlešice – 7. 9. 1963 Vídeň | | Pohřbena 19. 11. 1915 v hrobce v zámecké kapli v Žamberku. | Zemřela ve věku 23 let na žaludeční vředy. |
| 8.      | 30.       | Oscar (Oskar) Parish        | 25. 10. 1864 Würzburg                                                | Edmund Parish 20. 1. 1829 Hamburk – 22. 1. 1902 Gottingen                        | 29. 1. 1891 Medlešice: Adelheid Wiederspergerová z Wiederspergu 3. 9. 1872 Medlešice – 7. 9. 1963 Vídeň | Pohřben 25. 11. 1925 královéhradeckým biskupem Karlem Kašparem na rodinném hřbitově. | Dne 17. ledna 1899 byl povýšen do rakouského stavu svobodných pánů. C. k.poručík v záloze, c. k. tajný rada (1917), poslanec Českého zemského sněmu (1895–1913) a rakouské Říšské rady (1896–1907), doživotní člen Panské sněmovny rakouské Říšské rady (1909–1918). Majitel statku Žamberk (1881–1925) a Brandýs nad Orlicí (1881–1914). Zemřel ve věku 61 let na dnu, degeneraci žláz a srdeční nedostatečnost. Narodily se mu následující děti: - 1. Marie-Helene (1892–1915; č. 7) - 2. Harriet, provd. von Freudenthal (1894–1944) - 3. Georg-Marmaduke (1896–1915; č. 6) - 4. Charles (1899–1976; č. x976) - 5. Elisabeth, provd. Attems-Gilleis (1903–1986) |
| 8.      | 30.       | Oscar (Oskar) Parish        | 19. 11. 1925 Immendorf, dnes součást obce Wullersdorf, Dolní Rakousy | Helena Anna Louisa z Adelebsenu 1. 9. 1837 Adelebsen – 24. 12. 1907 San Remo     | 29. 1. 1891 Medlešice: Adelheid Wiederspergerová z Wiederspergu 3. 9. 1872 Medlešice – 7. 9. 1963 Vídeň | Pohřben 25. 11. 1925 královéhradeckým biskupem Karlem Kašparem na rodinném hřbitově. | Dne 17. ledna 1899 byl povýšen do rakouského stavu svobodných pánů. C. k.poručík v záloze, c. k. tajný rada (1917), poslanec Českého zemského sněmu (1895–1913) a rakouské Říšské rady (1896–1907), doživotní člen Panské sněmovny rakouské Říšské rady (1909–1918). Majitel statku Žamberk (1881–1925) a Brandýs nad Orlicí (1881–1914). Zemřel ve věku 61 let na dnu, degeneraci žláz a srdeční nedostatečnost. Narodily se mu následující děti: - 1. Marie-Helene (1892–1915; č. 7) - 2. Harriet, provd. von Freudenthal (1894–1944) - 3. Georg-Marmaduke (1896–1915; č. 6) - 4. Charles (1899–1976; č. x976) - 5. Elisabeth, provd. Attems-Gilleis (1903–1986) |
| 9.      | (32.)     | Margaret Saunders           | 9. 5. 1932 Dundee, Skotsko                                           | John Saunders                                                                    | 16. 6. 1962 Toronto: John Marmaduke Parish (č. 10)                                                      | | Narodila se jí následující dvojčata: - 1. David Anthony (* 1963) - 2. Thomas John (* 1963) |
| 9.      | (32.)     | Margaret Saunders           | 10. 5. 1996 Toronto                                                  | Charlotte Wilson                                                                 | 16. 6. 1962 Toronto: John Marmaduke Parish (č. 10)                                                      | | Narodila se jí následující dvojčata: - 1. David Anthony (* 1963) - 2. Thomas John (* 1963) |
| 10.     | 32.       | John Marmaduke Parish       | 4. 3. 1923 Žamberk                                                   | Charles Parish (č. x976)                                                         | 16. 6. 1962 Toronto: Margaret Saunders (č. 9)                                                           | Zemřel během pandemie covidu. Smuteční mše svatá s posledním rozloučením se konala 18. 5. 2020 v zámecké kapli Nanebevzetí Panny Marie v Žamberku pro omezený počet pozůstalých a hostů. Pro širší veřejnost se konalo requiem 25. 7. 2020 v kostele sv. Václava v Žamberku. | Majitel statku Žamberk (od roku 1993). |
| 10.     | 32.       | John Marmaduke Parish       | 30. 4. 2020 Žamberk                                                  | Elisabeth z Oppersdorfu (č. x987)                                                | 16. 6. 1962 Toronto: Margaret Saunders (č. 9)                                                           | Zemřel během pandemie covidu. Smuteční mše svatá s posledním rozloučením se konala 18. 5. 2020 v zámecké kapli Nanebevzetí Panny Marie v Žamberku pro omezený počet pozůstalých a hostů. Pro širší veřejnost se konalo requiem 25. 7. 2020 v kostele sv. Václava v Žamberku. | Majitel statku Žamberk (od roku 1993). |
| ?.      |           | Harriet Mary Parishová      | ???                                                                  |                                                                                  | | | |
| ?.      | ???       | Harriet Mary Parishová      |                                                                      |                                                                                  | | | |

### Osoby připomenuté na pamětní desce v zámecké kapli
Zeleně jsou vyznačeny osoby, které byly pohřbeny v Kanadě a jsou připomenuty pamětní deskou v zámecké kapli. 

CHARLES PARISH              ELISABETH PARISH

                                              ROZ. OPPERSDORFF

 * 1. 11. 1899 † 5. 1. 1976    * 31. 5. 1902 † 28. 7. 1987

 POCHOVÁNI V GRIMSBY, ONTARIO, CANADA

| Po-řadí | Gene-race | Jméno pohřbeného         | Datum a místo narození                 | Otec | Datum a místo sňatku, choť                                                           | Pohřeb a uložení do hrobky           | Poznámky |
| Po-řadí | Gene-race | Jméno pohřbeného         | Datum a místo úmrtí                    | Matka | Datum a místo sňatku, choť                                                           | Pohřeb a uložení do hrobky           | Poznámky |
| ------- | --------- | ------------------------ | -------------------------------------- | --- | ------------------------------------------------------------------------------------ | ------------------------------------ | --- |
| x976.   | 31.       | Charles Parish           | 1. 11. 1899 Žamberk                    | Oscar (Oskar) Parish (č. 8)                                                                                           | 3. 2. 1921 Tomkowice, tehdy Thomaswaldau, Slezsko: Elisabeth z Oppersdorfu (č. x987) | Pohřben v Grimsby, Ontario, Kanada.  | Aktér a signatář všech tří deklarací české šlechty v letech 1938 a 1939. Majitel statku Žamberk (1925–1948). Emigroval do Kanady. |
| x976.   | 31.       | Charles Parish           | 5. 1. 1976 Beamsville, Ontario, Kanada | Adelheid Wiederspergerová z Wiederspergu 3. 9. 1872 Medlešice – 7. 9. 1963 Vídeň                                      | 3. 2. 1921 Tomkowice, tehdy Thomaswaldau, Slezsko: Elisabeth z Oppersdorfu (č. x987) | Pohřben v Grimsby, Ontario, Kanada.  | Aktér a signatář všech tří deklarací české šlechty v letech 1938 a 1939. Majitel statku Žamberk (1925–1948). Emigroval do Kanady. |
| x987.   | (31.)     | Elisabeth z Oppersdorffu | 31. 5. 1902 Tomkowice                  | Jan Antonín z Oppersdorffu 26. 10. 1858 Lasocice – 23.11.1943 Tomkowice                                               | 3. 2. 1921 Tomkowice, tehdy Thomaswaldau, Slezsko: Charles Parish (č. x976)          | Pohřbena v Grimsby, Ontario, Kanada. | Narodily se jí následující děti: - 1. Margarete, provd. Jelinek (1921–2006) - 2. John Marmaduke (1923–2020; č. 10) - 3. Georges Francis (1924–2005) - 4. Charles (1925–?) - 5. Elisabeth, provd. Vítek (1927–2020) - 6. Harriet Mary (1930–1996) |
| x987.   | (31.)     | Elisabeth z Oppersdorffu | 28. 7. 1987 Grimsby, Ontario, Kanada   | Mathilda Marie Chorinská z Ledské 15. 1. 1871 Veselí nad Moravou – 29. 6. 1936 Tomkowice, tehdy Thomaswaldau, Slezsko | 3. 2. 1921 Tomkowice, tehdy Thomaswaldau, Slezsko: Charles Parish (č. x976)          | Pohřbena v Grimsby, Ontario, Kanada. | Narodily se jí následující děti: - 1. Margarete, provd. Jelinek (1921–2006) - 2. John Marmaduke (1923–2020; č. 10) - 3. Georges Francis (1924–2005) - 4. Charles (1925–?) - 5. Elisabeth, provd. Vítek (1927–2020) - 6. Harriet Mary (1930–1996) |

### Příbuzenské vztahy pohřbených
Následující schéma znázorňuje příbuzenské vztahy. Červeně orámovaní byli pohřbeni na hřbitově. Zeleně je zvýrazněn Charles Parish (1899–1976) a jeho choť, kterým komunistický režim majetek znárodnil a kteří byli pohřbeni v Kanadě. Arabské číslice odpovídají pořadí úmrtí podle předchozí tabulky, římské číslice představují pořadí manžela nebo manželky, pokud někdo vstoupil do manželství více než jednou. Vzhledem k účelu schématu se nejedná o kompletní rodokmen. Některé jména z doby konce monarchie jsou uvedena v němčině.
|                                     |                                     |                                     |                                     |                                     |                                     |                             |                             |                                 |                                 |                                 |                                 |                                 |                                 |                     |                     |                                     |                                     |                                     |                                     | John Parish 1742–1829               | John Parish 1742–1829               | John Parish 1742–1829               | John Parish 1742–1829               | John Parish 1742–1829               | John Parish 1742–1829               |                                     |                                     | Henrietta Todová 1745–1810          | Henrietta Todová 1745–1810          | Henrietta Todová 1745–1810 | Henrietta Todová 1745–1810 | Henrietta Todová 1745–1810                 | Henrietta Todová 1745–1810                 |                                            |                                            |                                            |                                            |  |  |                                                 |                                                 |                                                 |                                                 |                                                 |                                                 |                            |                            |                                |                                |                                |                                |                                     |                                     |                                     |                                     |                                          |                                          |                                          |                                          |                                          |                                          |                               |                               |                               |                               |                       |                       |                            |                            |                            |                            |                                  |                                  |                                  |                                  |                                  |                                  |
|                                     |                                     |                                     |                                     |                                     |                                     |                             |                             |                                 |                                 |                                 |                                 |                                 |                                 |                     |                     |                                     |                                     |                                     |                                     | John Parish 1742–1829               | John Parish 1742–1829               | John Parish 1742–1829               | John Parish 1742–1829               | John Parish 1742–1829               | John Parish 1742–1829               |                                     |                                     | Henrietta Todová 1745–1810          | Henrietta Todová 1745–1810          | Henrietta Todová 1745–1810 | Henrietta Todová 1745–1810 | Henrietta Todová 1745–1810                 | Henrietta Todová 1745–1810                 |                                            |                                            |                                            |                                            |  |  |                                                 |                                                 |                                                 |                                                 |                                                 |                                                 |                            |                            |                                |                                |                                |                                |                                     |                                     |                                     |                                     |                                          |                                          |                                          |                                          |                                          |                                          |                               |                               |                               |                               |                       |                       |                            |                            |                            |                            |                                  |                                  |                                  |                                  |                                  |                                  |
|                                     |                                     |                                     |                                     |                                     |                                     |                             |                             |                                 |                                 |                                 |                                 |                                 |                                 |                     |                     |                                     |                                     |                                     |                                     |                                     |                                     |                                     |                                     |                                     |                                     |                                     |                                     |                                     |                                     |                            |                            |                                            |                                            |                                            |                                            |                                            |                                            |  |  |                                                 |                                                 |                                                 |                                                 |                                                 |                                                 |                            |                            |                                |                                |                                |                                |                                     |                                     |                                     |                                     |                                          |                                          |                                          |                                          |                                          |                                          |                               |                               |                               |                               |                       |                       |                            |                            |                            |                            |                                  |                                  |                                  |                                  |                                  |                                  |
|                                     |                                     |                                     |                                     |                                     |                                     |                             |                             |                                 |                                 |                                 |                                 |                                 |                                 |                     |                     |                                     |                                     |                                     |                                     |                                     |                                     |                                     |                                     |                                     |                                     |                                     |                                     |                                     |                                     |                            |                            |                                            |                                            |                                            |                                            |                                            |                                            |  |  |                                                 |                                                 |                                                 |                                                 |                                                 |                                                 |                            |                            |                                |                                |                                |                                |                                     |                                     |                                     |                                     |                                          |                                          |                                          |                                          |                                          |                                          |                               |                               |                               |                               |                       |                       |                            |                            |                            |                            |                                  |                                  |                                  |                                  |                                  |                                  |
|                                     |                                     |                                     |                                     |                                     |                                     |                             |                             | 2. John Parish 1774–1858        | 2. John Parish 1774–1858        | 2. John Parish 1774–1858        | 2. John Parish 1774–1858        | 2. John Parish 1774–1858        | 2. John Parish 1774–1858        |                     |                     | 1. Katharina Birney 1781–1857       | 1. Katharina Birney 1781–1857       | 1. Katharina Birney 1781–1857       | 1. Katharina Birney 1781–1857       | 1. Katharina Birney 1781–1857       | 1. Katharina Birney 1781–1857       |                                     |                                     |                                     |                                     |                                     |                                     |                                     |                                     |                            |                            | Richard Parish 1776–1860                   | Richard Parish 1776–1860                   | Richard Parish 1776–1860                   | Richard Parish 1776–1860                   | Richard Parish 1776–1860                   | Richard Parish 1776–1860                   |  |  | Susanne (Susette) Godeffroy 1785–1855           | Susanne (Susette) Godeffroy 1785–1855           | Susanne (Susette) Godeffroy 1785–1855           | Susanne (Susette) Godeffroy 1785–1855           | Susanne (Susette) Godeffroy 1785–1855           | Susanne (Susette) Godeffroy 1785–1855           |                            |                            |                                |                                |                                |                                |                                     |                                     |                                     |                                     |                                          |                                          |                                          |                                          |                                          |                                          |                               |                               |                               |                               |                       |                       |                            |                            |                            |                            |                                  |                                  |                                  |                                  |                                  |                                  |
|                                     |                                     |                                     |                                     |                                     |                                     |                             |                             | 2. John Parish 1774–1858        | 2. John Parish 1774–1858        | 2. John Parish 1774–1858        | 2. John Parish 1774–1858        | 2. John Parish 1774–1858        | 2. John Parish 1774–1858        |                     |                     | 1. Katharina Birney 1781–1857       | 1. Katharina Birney 1781–1857       | 1. Katharina Birney 1781–1857       | 1. Katharina Birney 1781–1857       | 1. Katharina Birney 1781–1857       | 1. Katharina Birney 1781–1857       |                                     |                                     |                                     |                                     |                                     |                                     |                                     |                                     |                            |                            | Richard Parish 1776–1860                   | Richard Parish 1776–1860                   | Richard Parish 1776–1860                   | Richard Parish 1776–1860                   | Richard Parish 1776–1860                   | Richard Parish 1776–1860                   |  |  | Susanne (Susette) Godeffroy 1785–1855           | Susanne (Susette) Godeffroy 1785–1855           | Susanne (Susette) Godeffroy 1785–1855           | Susanne (Susette) Godeffroy 1785–1855           | Susanne (Susette) Godeffroy 1785–1855           | Susanne (Susette) Godeffroy 1785–1855           |                            |                            |                                |                                |                                |                                |                                     |                                     |                                     |                                     |                                          |                                          |                                          |                                          |                                          |                                          |                               |                               |                               |                               |                       |                       |                            |                            |                            |                            |                                  |                                  |                                  |                                  |                                  |                                  |
|                                     |                                     |                                     |                                     |                                     |                                     |                             |                             |                                 |                                 |                                 |                                 |                                 |                                 |                     |                     |                                     |                                     |                                     |                                     |                                     |                                     |                                     |                                     |                                     |                                     |                                     |                                     |                                     |                                     |                            |                            |                                            |                                            |                                            |                                            |                                            |                                            |  |  |                                                 |                                                 |                                                 |                                                 |                                                 |                                                 |                            |                            |                                |                                |                                |                                |                                     |                                     |                                     |                                     |                                          |                                          |                                          |                                          |                                          |                                          |                               |                               |                               |                               |                       |                       |                            |                            |                            |                            |                                  |                                  |                                  |                                  |                                  |                                  |
|                                     |                                     |                                     |                                     |                                     |                                     |                             |                             |                                 |                                 |                                 |                                 |                                 |                                 |                     |                     |                                     |                                     |                                     |                                     |                                     |                                     |                                     |                                     |                                     |                                     |                                     |                                     |                                     |                                     |                            |                            |                                            |                                            |                                            |                                            |                                            |                                            |  |  |                                                 |                                                 |                                                 |                                                 |                                                 |                                                 |                            |                            |                                |                                |                                |                                |                                     |                                     |                                     |                                     |                                          |                                          |                                          |                                          |                                          |                                          |                               |                               |                               |                               |                       |                       |                            |                            |                            |                            |                                  |                                  |                                  |                                  |                                  |                                  |
| 3. George Parish 1807–1881          | 3. George Parish 1807–1881          | 3. George Parish 1807–1881          | 3. George Parish 1807–1881          | 3. George Parish 1807–1881          | 3. George Parish 1807–1881          |                             |                             | 5. Mary Sargent 1831–1912       | 5. Mary Sargent 1831–1912       | 5. Mary Sargent 1831–1912       | 5. Mary Sargent 1831–1912       | 5. Mary Sargent 1831–1912       | 5. Mary Sargent 1831–1912       |                     |                     |                                     |                                     |                                     |                                     |                                     |                                     |                                     |                                     | Edmund Parish 1829–1902             | Edmund Parish 1829–1902             | Edmund Parish 1829–1902             | Edmund Parish 1829–1902             | Edmund Parish 1829–1902             | Edmund Parish 1829–1902             |                            |                            | Helena Anna Louisa von Adelebsen 1837–1907 | Helena Anna Louisa von Adelebsen 1837–1907 | Helena Anna Louisa von Adelebsen 1837–1907 | Helena Anna Louisa von Adelebsen 1837–1907 | Helena Anna Louisa von Adelebsen 1837–1907 | Helena Anna Louisa von Adelebsen 1837–1907 |  |  |                                                 |                                                 |                                                 |                                                 |                                                 |                                                 |                            |                            | Harriet Parishová 1816–1864    | Harriet Parishová 1816–1864    | Harriet Parishová 1816–1864    | Harriet Parishová 1816–1864    | Harriet Parishová 1816–1864         | Harriet Parishová 1816–1864         |                                     |                                     |                                          |                                          |                                          |                                          |                                          |                                          |                               |                               |                               |                               |                       |                       |                            |                            |                            |                            |                                  |                                  |                                  |                                  |                                  |                                  |
| 3. George Parish 1807–1881          | 3. George Parish 1807–1881          | 3. George Parish 1807–1881          | 3. George Parish 1807–1881          | 3. George Parish 1807–1881          | 3. George Parish 1807–1881          |                             |                             | 5. Mary Sargent 1831–1912       | 5. Mary Sargent 1831–1912       | 5. Mary Sargent 1831–1912       | 5. Mary Sargent 1831–1912       | 5. Mary Sargent 1831–1912       | 5. Mary Sargent 1831–1912       |                     |                     |                                     |                                     |                                     |                                     |                                     |                                     |                                     |                                     | Edmund Parish 1829–1902             | Edmund Parish 1829–1902             | Edmund Parish 1829–1902             | Edmund Parish 1829–1902             | Edmund Parish 1829–1902             | Edmund Parish 1829–1902             |                            |                            | Helena Anna Louisa von Adelebsen 1837–1907 | Helena Anna Louisa von Adelebsen 1837–1907 | Helena Anna Louisa von Adelebsen 1837–1907 | Helena Anna Louisa von Adelebsen 1837–1907 | Helena Anna Louisa von Adelebsen 1837–1907 | Helena Anna Louisa von Adelebsen 1837–1907 |  |  |                                                 |                                                 |                                                 |                                                 |                                                 |                                                 |                            |                            | Harriet Parishová 1816–1864    | Harriet Parishová 1816–1864    | Harriet Parishová 1816–1864    | Harriet Parishová 1816–1864    | Harriet Parishová 1816–1864         | Harriet Parishová 1816–1864         |                                     |                                     |                                          |                                          |                                          |                                          |                                          |                                          |                               |                               |                               |                               |                       |                       |                            |                            |                            |                            |                                  |                                  |                                  |                                  |                                  |                                  |
|                                     |                                     |                                     |                                     |                                     |                                     |                             |                             |                                 |                                 |                                 |                                 |                                 |                                 |                     |                     |                                     |                                     |                                     |                                     |                                     |                                     |                                     |                                     |                                     |                                     |                                     |                                     |                                     |                                     |                            |                            |                                            |                                            |                                            |                                            |                                            |                                            |  |  |                                                 |                                                 |                                                 |                                                 |                                                 |                                                 |                            |                            |                                |                                |                                |                                |                                     |                                     |                                     |                                     |                                          |                                          |                                          |                                          |                                          |                                          |                               |                               |                               |                               |                       |                       |                            |                            |                            |                            |                                  |                                  |                                  |                                  |                                  |                                  |
|                                     |                                     |                                     |                                     |                                     |                                     |                             |                             |                                 |                                 |                                 |                                 |                                 |                                 |                     |                     |                                     |                                     |                                     |                                     |                                     |                                     |                                     |                                     |                                     |                                     |                                     |                                     |                                     |                                     |                            |                            |                                            |                                            |                                            |                                            |                                            |                                            |  |  |                                                 |                                                 |                                                 |                                                 |                                                 |                                                 |                            |                            |                                |                                |                                |                                |                                     |                                     |                                     |                                     |                                          |                                          |                                          |                                          |                                          |                                          |                               |                               |                               |                               |                       |                       |                            |                            |                            |                            |                                  |                                  |                                  |                                  |                                  |                                  |
|                                     |                                     |                                     |                                     |                                     |                                     |                             |                             |                                 |                                 |                                 |                                 |                                 |                                 |                     |                     |                                     |                                     |                                     |                                     | 4. Richard Francis Parish 1870–1903 | 4. Richard Francis Parish 1870–1903 | 4. Richard Francis Parish 1870–1903 | 4. Richard Francis Parish 1870–1903 | 4. Richard Francis Parish 1870–1903 | 4. Richard Francis Parish 1870–1903 |                                     |                                     |                                     |                                     |                            |                            | 8. Oskar Parish 1864–1925                  | 8. Oskar Parish 1864–1925                  | 8. Oskar Parish 1864–1925                  | 8. Oskar Parish 1864–1925                  | 8. Oskar Parish 1864–1925                  | 8. Oskar Parish 1864–1925                  |  |  | Adelheid Wiedersperger z Wiederspergu 1872–1963 | Adelheid Wiedersperger z Wiederspergu 1872–1963 | Adelheid Wiedersperger z Wiederspergu 1872–1963 | Adelheid Wiedersperger z Wiederspergu 1872–1963 | Adelheid Wiedersperger z Wiederspergu 1872–1963 | Adelheid Wiedersperger z Wiederspergu 1872–1963 |                            |                            |                                |                                |                                |                                |                                     |                                     |                                     |                                     |                                          |                                          |                                          |                                          |                                          |                                          |                               |                               |                               |                               |                       |                       |                            |                            |                            |                            |                                  |                                  |                                  |                                  |                                  |                                  |
|                                     |                                     |                                     |                                     |                                     |                                     |                             |                             |                                 |                                 |                                 |                                 |                                 |                                 |                     |                     |                                     |                                     |                                     |                                     | 4. Richard Francis Parish 1870–1903 | 4. Richard Francis Parish 1870–1903 | 4. Richard Francis Parish 1870–1903 | 4. Richard Francis Parish 1870–1903 | 4. Richard Francis Parish 1870–1903 | 4. Richard Francis Parish 1870–1903 |                                     |                                     |                                     |                                     |                            |                            | 8. Oskar Parish 1864–1925                  | 8. Oskar Parish 1864–1925                  | 8. Oskar Parish 1864–1925                  | 8. Oskar Parish 1864–1925                  | 8. Oskar Parish 1864–1925                  | 8. Oskar Parish 1864–1925                  |  |  | Adelheid Wiedersperger z Wiederspergu 1872–1963 | Adelheid Wiedersperger z Wiederspergu 1872–1963 | Adelheid Wiedersperger z Wiederspergu 1872–1963 | Adelheid Wiedersperger z Wiederspergu 1872–1963 | Adelheid Wiedersperger z Wiederspergu 1872–1963 | Adelheid Wiedersperger z Wiederspergu 1872–1963 |                            |                            |                                |                                |                                |                                |                                     |                                     |                                     |                                     |                                          |                                          |                                          |                                          |                                          |                                          |                               |                               |                               |                               |                       |                       |                            |                            |                            |                            |                                  |                                  |                                  |                                  |                                  |                                  |
|                                     |                                     |                                     |                                     |                                     |                                     |                             |                             |                                 |                                 |                                 |                                 |                                 |                                 |                     |                     |                                     |                                     |                                     |                                     |                                     |                                     |                                     |                                     |                                     |                                     |                                     |                                     |                                     |                                     |                            |                            |                                            |                                            |                                            |                                            |                                            |                                            |  |  |                                                 |                                                 |                                                 |                                                 |                                                 |                                                 |                            |                            |                                |                                |                                |                                |                                     |                                     |                                     |                                     |                                          |                                          |                                          |                                          |                                          |                                          |                               |                               |                               |                               |                       |                       |                            |                            |                            |                            |                                  |                                  |                                  |                                  |                                  |                                  |
|                                     |                                     |                                     |                                     |                                     |                                     |                             |                             |                                 |                                 |                                 |                                 |                                 |                                 |                     |                     |                                     |                                     |                                     |                                     |                                     |                                     |                                     |                                     |                                     |                                     |                                     |                                     |                                     |                                     |                            |                            |                                            |                                            |                                            |                                            |                                            |                                            |  |  |                                                 |                                                 |                                                 |                                                 |                                                 |                                                 |                            |                            |                                |                                |                                |                                |                                     |                                     |                                     |                                     |                                          |                                          |                                          |                                          |                                          |                                          |                               |                               |                               |                               |                       |                       |                            |                            |                            |                            |                                  |                                  |                                  |                                  |                                  |                                  |
| 7. Marie-Helene Parishová 1892–1915 | 7. Marie-Helene Parishová 1892–1915 | 7. Marie-Helene Parishová 1892–1915 | 7. Marie-Helene Parishová 1892–1915 | 7. Marie-Helene Parishová 1892–1915 | 7. Marie-Helene Parishová 1892–1915 |                             |                             | Harriet Parishová 1894–1944     | Harriet Parishová 1894–1944     | Harriet Parishová 1894–1944     | Harriet Parishová 1894–1944     | Harriet Parishová 1894–1944     | Harriet Parishová 1894–1944     |                     |                     | Rudolf von Freudenthal 1886–1955    | Rudolf von Freudenthal 1886–1955    | Rudolf von Freudenthal 1886–1955    | Rudolf von Freudenthal 1886–1955    | Rudolf von Freudenthal 1886–1955    | Rudolf von Freudenthal 1886–1955    |                                     |                                     | 6. Georg-Marmaduke Parish 1896–1915 | 6. Georg-Marmaduke Parish 1896–1915 | 6. Georg-Marmaduke Parish 1896–1915 | 6. Georg-Marmaduke Parish 1896–1915 | 6. Georg-Marmaduke Parish 1896–1915 | 6. Georg-Marmaduke Parish 1896–1915 |                            |                            | Elisabeth Parishová 1903–1986              | Elisabeth Parishová 1903–1986              | Elisabeth Parishová 1903–1986              | Elisabeth Parishová 1903–1986              | Elisabeth Parishová 1903–1986              | Elisabeth Parishová 1903–1986              |  |  | Erich Attems-Gilleis 1893–1943                  | Erich Attems-Gilleis 1893–1943                  | Erich Attems-Gilleis 1893–1943                  | Erich Attems-Gilleis 1893–1943                  | Erich Attems-Gilleis 1893–1943                  | Erich Attems-Gilleis 1893–1943                  |                            |                            | x976. Charles Parish 1899–1976 | x976. Charles Parish 1899–1976 | x976. Charles Parish 1899–1976 | x976. Charles Parish 1899–1976 | x976. Charles Parish 1899–1976      | x976. Charles Parish 1899–1976      |                                     |                                     | x987. Elisabeth z Oppersdorffu 1902–1987 | x987. Elisabeth z Oppersdorffu 1902–1987 | x987. Elisabeth z Oppersdorffu 1902–1987 | x987. Elisabeth z Oppersdorffu 1902–1987 | x987. Elisabeth z Oppersdorffu 1902–1987 | x987. Elisabeth z Oppersdorffu 1902–1987 |                               |                               |                               |                               |                       |                       |                            |                            |                            |                            |                                  |                                  |                                  |                                  |                                  |                                  |
| 7. Marie-Helene Parishová 1892–1915 | 7. Marie-Helene Parishová 1892–1915 | 7. Marie-Helene Parishová 1892–1915 | 7. Marie-Helene Parishová 1892–1915 | 7. Marie-Helene Parishová 1892–1915 | 7. Marie-Helene Parishová 1892–1915 |                             |                             | Harriet Parishová 1894–1944     | Harriet Parishová 1894–1944     | Harriet Parishová 1894–1944     | Harriet Parishová 1894–1944     | Harriet Parishová 1894–1944     | Harriet Parishová 1894–1944     |                     |                     | Rudolf von Freudenthal 1886–1955    | Rudolf von Freudenthal 1886–1955    | Rudolf von Freudenthal 1886–1955    | Rudolf von Freudenthal 1886–1955    | Rudolf von Freudenthal 1886–1955    | Rudolf von Freudenthal 1886–1955    |                                     |                                     | 6. Georg-Marmaduke Parish 1896–1915 | 6. Georg-Marmaduke Parish 1896–1915 | 6. Georg-Marmaduke Parish 1896–1915 | 6. Georg-Marmaduke Parish 1896–1915 | 6. Georg-Marmaduke Parish 1896–1915 | 6. Georg-Marmaduke Parish 1896–1915 |                            |                            | Elisabeth Parishová 1903–1986              | Elisabeth Parishová 1903–1986              | Elisabeth Parishová 1903–1986              | Elisabeth Parishová 1903–1986              | Elisabeth Parishová 1903–1986              | Elisabeth Parishová 1903–1986              |  |  | Erich Attems-Gilleis 1893–1943                  | Erich Attems-Gilleis 1893–1943                  | Erich Attems-Gilleis 1893–1943                  | Erich Attems-Gilleis 1893–1943                  | Erich Attems-Gilleis 1893–1943                  | Erich Attems-Gilleis 1893–1943                  |                            |                            | x976. Charles Parish 1899–1976 | x976. Charles Parish 1899–1976 | x976. Charles Parish 1899–1976 | x976. Charles Parish 1899–1976 | x976. Charles Parish 1899–1976      | x976. Charles Parish 1899–1976      |                                     |                                     | x987. Elisabeth z Oppersdorffu 1902–1987 | x987. Elisabeth z Oppersdorffu 1902–1987 | x987. Elisabeth z Oppersdorffu 1902–1987 | x987. Elisabeth z Oppersdorffu 1902–1987 | x987. Elisabeth z Oppersdorffu 1902–1987 | x987. Elisabeth z Oppersdorffu 1902–1987 |                               |                               |                               |                               |                       |                       |                            |                            |                            |                            |                                  |                                  |                                  |                                  |                                  |                                  |
|                                     |                                     |                                     |                                     |                                     |                                     |                             |                             |                                 |                                 |                                 |                                 |                                 |                                 |                     |                     |                                     |                                     |                                     |                                     |                                     |                                     |                                     |                                     |                                     |                                     |                                     |                                     |                                     |                                     |                            |                            |                                            |                                            |                                            |                                            |                                            |                                            |  |  |                                                 |                                                 |                                                 |                                                 |                                                 |                                                 |                            |                            |                                |                                |                                |                                |                                     |                                     |                                     |                                     |                                          |                                          |                                          |                                          |                                          |                                          |                               |                               |                               |                               |                       |                       |                            |                            |                            |                            |                                  |                                  |                                  |                                  |                                  |                                  |
|                                     |                                     |                                     |                                     |                                     |                                     |                             |                             |                                 |                                 |                                 |                                 |                                 |                                 |                     |                     |                                     |                                     |                                     |                                     |                                     |                                     |                                     |                                     |                                     |                                     |                                     |                                     |                                     |                                     |                            |                            |                                            |                                            |                                            |                                            |                                            |                                            |  |  |                                                 |                                                 |                                                 |                                                 |                                                 |                                                 |                            |                            |                                |                                |                                |                                |                                     |                                     |                                     |                                     |                                          |                                          |                                          |                                          |                                          |                                          |                               |                               |                               |                               |                       |                       |                            |                            |                            |                            |                                  |                                  |                                  |                                  |                                  |                                  |
| Margarete Parishová 1921–2006       | Margarete Parishová 1921–2006       | Margarete Parishová 1921–2006       | Margarete Parishová 1921–2006       | Margarete Parishová 1921–2006       | Margarete Parishová 1921–2006       |                             |                             | Václav Jelínek 1907–1983        | Václav Jelínek 1907–1983        | Václav Jelínek 1907–1983        | Václav Jelínek 1907–1983        | Václav Jelínek 1907–1983        | Václav Jelínek 1907–1983        |                     |                     | 10. John Marmaduke Parish 1923–2020 | 10. John Marmaduke Parish 1923–2020 | 10. John Marmaduke Parish 1923–2020 | 10. John Marmaduke Parish 1923–2020 | 10. John Marmaduke Parish 1923–2020 | 10. John Marmaduke Parish 1923–2020 |                                     |                                     | 9. Margaret Saunders 1932–1996      | 9. Margaret Saunders 1932–1996      | 9. Margaret Saunders 1932–1996      | 9. Margaret Saunders 1932–1996      | 9. Margaret Saunders 1932–1996      | 9. Margaret Saunders 1932–1996      |                            |                            | Georges Francis Parish 1924–2005           | Georges Francis Parish 1924–2005           | Georges Francis Parish 1924–2005           | Georges Francis Parish 1924–2005           | Georges Francis Parish 1924–2005           | Georges Francis Parish 1924–2005           |  |  | Charles M. Parish 1925–?                        | Charles M. Parish 1925–?                        | Charles M. Parish 1925–?                        | Charles M. Parish 1925–?                        | Charles M. Parish 1925–?                        | Charles M. Parish 1925–?                        |                            |                            | Florence Acres 1944–?          | Florence Acres 1944–?          | Florence Acres 1944–?          | Florence Acres 1944–?          | Florence Acres 1944–?               | Florence Acres 1944–?               |                                     |                                     | Elisabeth Parishová 1927–2020            | Elisabeth Parishová 1927–2020            | Elisabeth Parishová 1927–2020            | Elisabeth Parishová 1927–2020            | Elisabeth Parishová 1927–2020            | Elisabeth Parishová 1927–2020            |                               |                               | Milan Vítek 1927–2014         | Milan Vítek 1927–2014         | Milan Vítek 1927–2014 | Milan Vítek 1927–2014 | Milan Vítek 1927–2014      | Milan Vítek 1927–2014      |                            |                            | Harriet Mary Parishová 1930–1996 | Harriet Mary Parishová 1930–1996 | Harriet Mary Parishová 1930–1996 | Harriet Mary Parishová 1930–1996 | Harriet Mary Parishová 1930–1996 | Harriet Mary Parishová 1930–1996 |
| Margarete Parishová 1921–2006       | Margarete Parishová 1921–2006       | Margarete Parishová 1921–2006       | Margarete Parishová 1921–2006       | Margarete Parishová 1921–2006       | Margarete Parishová 1921–2006       |                             |                             | Václav Jelínek 1907–1983        | Václav Jelínek 1907–1983        | Václav Jelínek 1907–1983        | Václav Jelínek 1907–1983        | Václav Jelínek 1907–1983        | Václav Jelínek 1907–1983        |                     |                     | 10. John Marmaduke Parish 1923–2020 | 10. John Marmaduke Parish 1923–2020 | 10. John Marmaduke Parish 1923–2020 | 10. John Marmaduke Parish 1923–2020 | 10. John Marmaduke Parish 1923–2020 | 10. John Marmaduke Parish 1923–2020 |                                     |                                     | 9. Margaret Saunders 1932–1996      | 9. Margaret Saunders 1932–1996      | 9. Margaret Saunders 1932–1996      | 9. Margaret Saunders 1932–1996      | 9. Margaret Saunders 1932–1996      | 9. Margaret Saunders 1932–1996      |                            |                            | Georges Francis Parish 1924–2005           | Georges Francis Parish 1924–2005           | Georges Francis Parish 1924–2005           | Georges Francis Parish 1924–2005           | Georges Francis Parish 1924–2005           | Georges Francis Parish 1924–2005           |  |  | Charles M. Parish 1925–?                        | Charles M. Parish 1925–?                        | Charles M. Parish 1925–?                        | Charles M. Parish 1925–?                        | Charles M. Parish 1925–?                        | Charles M. Parish 1925–?                        |                            |                            | Florence Acres 1944–?          | Florence Acres 1944–?          | Florence Acres 1944–?          | Florence Acres 1944–?          | Florence Acres 1944–?               | Florence Acres 1944–?               |                                     |                                     | Elisabeth Parishová 1927–2020            | Elisabeth Parishová 1927–2020            | Elisabeth Parishová 1927–2020            | Elisabeth Parishová 1927–2020            | Elisabeth Parishová 1927–2020            | Elisabeth Parishová 1927–2020            |                               |                               | Milan Vítek 1927–2014         | Milan Vítek 1927–2014         | Milan Vítek 1927–2014 | Milan Vítek 1927–2014 | Milan Vítek 1927–2014      | Milan Vítek 1927–2014      |                            |                            | Harriet Mary Parishová 1930–1996 | Harriet Mary Parishová 1930–1996 | Harriet Mary Parishová 1930–1996 | Harriet Mary Parishová 1930–1996 | Harriet Mary Parishová 1930–1996 | Harriet Mary Parishová 1930–1996 |
|                                     |                                     |                                     |                                     |                                     |                                     |                             |                             |                                 |                                 |                                 |                                 |                                 |                                 |                     |                     |                                     |                                     |                                     |                                     |                                     |                                     |                                     |                                     |                                     |                                     |                                     |                                     |                                     |                                     |                            |                            |                                            |                                            |                                            |                                            |                                            |                                            |  |  |                                                 |                                                 |                                                 |                                                 |                                                 |                                                 |                            |                            |                                |                                |                                |                                |                                     |                                     |                                     |                                     |                                          |                                          |                                          |                                          |                                          |                                          |                               |                               |                               |                               |                       |                       |                            |                            |                            |                            |                                  |                                  |                                  |                                  |                                  |                                  |
|                                     |                                     |                                     |                                     |                                     |                                     |                             |                             |                                 |                                 |                                 |                                 |                                 |                                 |                     |                     |                                     |                                     |                                     |                                     |                                     |                                     |                                     |                                     |                                     |                                     |                                     |                                     |                                     |                                     |                            |                            |                                            |                                            |                                            |                                            |                                            |                                            |  |  |                                                 |                                                 |                                                 |                                                 |                                                 |                                                 |                            |                            |                                |                                |                                |                                |                                     |                                     |                                     |                                     |                                          |                                          |                                          |                                          |                                          |                                          |                               |                               |                               |                               |                       |                       |                            |                            |                            |                            |                                  |                                  |                                  |                                  |                                  |                                  |
|                                     |                                     |                                     |                                     | David Anthony Parish * 1963         | David Anthony Parish * 1963         | David Anthony Parish * 1963 | David Anthony Parish * 1963 | David Anthony Parish * 1963     | David Anthony Parish * 1963     |                                 |                                 | Iva Staňková * 1968             | Iva Staňková * 1968             | Iva Staňková * 1968 | Iva Staňková * 1968 | Iva Staňková * 1968                 | Iva Staňková * 1968                 |                                     |                                     | Thomas John Parish * 1963           | Thomas John Parish * 1963           | Thomas John Parish * 1963           | Thomas John Parish * 1963           | Thomas John Parish * 1963           | Thomas John Parish * 1963           |                                     |                                     | Andrea Luise Merry * 1965           | Andrea Luise Merry * 1965           | Andrea Luise Merry * 1965  | Andrea Luise Merry * 1965  | Andrea Luise Merry * 1965                  | Andrea Luise Merry * 1965                  |                                            |                                            |                                            |                                            |  |  |                                                 |                                                 |                                                 |                                                 | Paul Richard Parish * 1967                      | Paul Richard Parish * 1967                      | Paul Richard Parish * 1967 | Paul Richard Parish * 1967 | Paul Richard Parish * 1967     | Paul Richard Parish * 1967     |                                |                                | Jennifer Anne Kathleen Lamon * 1972 | Jennifer Anne Kathleen Lamon * 1972 | Jennifer Anne Kathleen Lamon * 1972 | Jennifer Anne Kathleen Lamon * 1972 | Jennifer Anne Kathleen Lamon * 1972      | Jennifer Anne Kathleen Lamon * 1972      |                                          |                                          | James Alexander Parish * 1969            | James Alexander Parish * 1969            | James Alexander Parish * 1969 | James Alexander Parish * 1969 | James Alexander Parish * 1969 | James Alexander Parish * 1969 |                       |                       | Natalie Ann Pentesc * 1973 | Natalie Ann Pentesc * 1973 | Natalie Ann Pentesc * 1973 | Natalie Ann Pentesc * 1973 | Natalie Ann Pentesc * 1973       | Natalie Ann Pentesc * 1973       |                                  |                                  |                                  |                                  |
|                                     |                                     |                                     |                                     | David Anthony Parish * 1963         | David Anthony Parish * 1963         | David Anthony Parish * 1963 | David Anthony Parish * 1963 | David Anthony Parish * 1963     | David Anthony Parish * 1963     |                                 |                                 | Iva Staňková * 1968             | Iva Staňková * 1968             | Iva Staňková * 1968 | Iva Staňková * 1968 | Iva Staňková * 1968                 | Iva Staňková * 1968                 |                                     |                                     | Thomas John Parish * 1963           | Thomas John Parish * 1963           | Thomas John Parish * 1963           | Thomas John Parish * 1963           | Thomas John Parish * 1963           | Thomas John Parish * 1963           |                                     |                                     | Andrea Luise Merry * 1965           | Andrea Luise Merry * 1965           | Andrea Luise Merry * 1965  | Andrea Luise Merry * 1965  | Andrea Luise Merry * 1965                  | Andrea Luise Merry * 1965                  |                                            |                                            |                                            |                                            |  |  |                                                 |                                                 |                                                 |                                                 | Paul Richard Parish * 1967                      | Paul Richard Parish * 1967                      | Paul Richard Parish * 1967 | Paul Richard Parish * 1967 | Paul Richard Parish * 1967     | Paul Richard Parish * 1967     |                                |                                | Jennifer Anne Kathleen Lamon * 1972 | Jennifer Anne Kathleen Lamon * 1972 | Jennifer Anne Kathleen Lamon * 1972 | Jennifer Anne Kathleen Lamon * 1972 | Jennifer Anne Kathleen Lamon * 1972      | Jennifer Anne Kathleen Lamon * 1972      |                                          |                                          | James Alexander Parish * 1969            | James Alexander Parish * 1969            | James Alexander Parish * 1969 | James Alexander Parish * 1969 | James Alexander Parish * 1969 | James Alexander Parish * 1969 |                       |                       | Natalie Ann Pentesc * 1973 | Natalie Ann Pentesc * 1973 | Natalie Ann Pentesc * 1973 | Natalie Ann Pentesc * 1973 | Natalie Ann Pentesc * 1973       | Natalie Ann Pentesc * 1973       |                                  |                                  |                                  |                                  |
|                                     |                                     |                                     |                                     |                                     |                                     |                             |                             |                                 |                                 |                                 |                                 |                                 |                                 |                     |                     |                                     |                                     |                                     |                                     |                                     |                                     |                                     |                                     |                                     |                                     |                                     |                                     |                                     |                                     |                            |                            |                                            |                                            |                                            |                                            |                                            |                                            |  |  |                                                 |                                                 |                                                 |                                                 |                                                 |                                                 |                            |                            |                                |                                |                                |                                |                                     |                                     |                                     |                                     |                                          |                                          |                                          |                                          |                                          |                                          |                               |                               |                               |                               |                       |                       |                            |                            |                            |                            |                                  |                                  |                                  |                                  |                                  |                                  |
|                                     |                                     |                                     |                                     |                                     |                                     |                             |                             |                                 |                                 |                                 |                                 |                                 |                                 |                     |                     |                                     |                                     |                                     |                                     |                                     |                                     |                                     |                                     |                                     |                                     |                                     |                                     |                                     |                                     |                            |                            |                                            |                                            |                                            |                                            |                                            |                                            |  |  |                                                 |                                                 |                                                 |                                                 |                                                 |                                                 |                            |                            |                                |                                |                                |                                |                                     |                                     |                                     |                                     |                                          |                                          |                                          |                                          |                                          |                                          |                               |                               |                               |                               |                       |                       |                            |                            |                            |                            |                                  |                                  |                                  |                                  |                                  |                                  |
| Maxmilian Oscar Parish * 2005       | Maxmilian Oscar Parish * 2005       | Maxmilian Oscar Parish * 2005       | Maxmilian Oscar Parish * 2005       | Maxmilian Oscar Parish * 2005       | Maxmilian Oscar Parish * 2005       |                             |                             | Victoria Diana Parishová * 2005 | Victoria Diana Parishová * 2005 | Victoria Diana Parishová * 2005 | Victoria Diana Parishová * 2005 | Victoria Diana Parishová * 2005 | Victoria Diana Parishová * 2005 |                     |                     |                                     |                                     |                                     |                                     |                                     |                                     |                                     |                                     | Alexandra Margaret Parishová * 1995 | Alexandra Margaret Parishová * 1995 | Alexandra Margaret Parishová * 1995 | Alexandra Margaret Parishová * 1995 | Alexandra Margaret Parishová * 1995 | Alexandra Margaret Parishová * 1995 |                            |                            | Matthew David Parish * 1999                | Matthew David Parish * 1999                | Matthew David Parish * 1999                | Matthew David Parish * 1999                | Matthew David Parish * 1999                | Matthew David Parish * 1999                |  |  |                                                 |                                                 |                                                 |                                                 |                                                 |                                                 |                            |                            |                                |                                |                                |                                |                                     |                                     |                                     |                                     |                                          |                                          |                                          |                                          |                                          |                                          |                               |                               |                               |                               |                       |                       |                            |                            |                            |                            |                                  |                                  |                                  |                                  |                                  |                                  |
| Maxmilian Oscar Parish * 2005       | Maxmilian Oscar Parish * 2005       | Maxmilian Oscar Parish * 2005       | Maxmilian Oscar Parish * 2005       | Maxmilian Oscar Parish * 2005       | Maxmilian Oscar Parish * 2005       |                             |                             | Victoria Diana Parishová * 2005 | Victoria Diana Parishová * 2005 | Victoria Diana Parishová * 2005 | Victoria Diana Parishová * 2005 | Victoria Diana Parishová * 2005 | Victoria Diana Parishová * 2005 |                     |                     |                                     |                                     |                                     |                                     |                                     |                                     |                                     |                                     | Alexandra Margaret Parishová * 1995 | Alexandra Margaret Parishová * 1995 | Alexandra Margaret Parishová * 1995 | Alexandra Margaret Parishová * 1995 | Alexandra Margaret Parishová * 1995 | Alexandra Margaret Parishová * 1995 |                            |                            | Matthew David Parish * 1999                | Matthew David Parish * 1999                | Matthew David Parish * 1999                | Matthew David Parish * 1999                | Matthew David Parish * 1999                | Matthew David Parish * 1999                |  |  |                                                 |                                                 |                                                 |                                                 |                                                 |                                                 |                            |                            |                                |                                |                                |                                |                                     |                                     |                                     |                                     |                                          |                                          |                                          |                                          |                                          |                                          |                               |                               |                               |                               |                       |                       |                            |                            |                            |                            |                                  |                                  |                                  |                                  |                                  |                                  |